# Tournoi de tennis de Boston

Le tournoi de Boston (Massachusetts, États-Unis) est un tournoi de tennis féminin du circuit professionnel WTA.
La dernière édition de l'épreuve date de 1998.
Avec cinq succès, Martina Navrátilová détient le record de victoires en simple.

## Palmarès

### Simple
| No       | Date       | Nom et lieu du tournoi                     | Catégorie      | Dotation       | Surface         | Vainqueure           | Finaliste            | Score          |                |
| -------- | ---------- | ------------------------------------------ | -------------- | -------------- | --------------- | -------------------- | -------------------- | -------------- | -------------- |
| 1        | 13-08-1952 | Essex County Club Invitational, Manchester |                | NC             | Gazon (ext.)    | Maureen Connolly     | Louise Brough        | 4-6, 6-0, 6-3  |                |
| 2        | 11-08-1953 | Essex County Club Invitational, Manchester |                | NC             | Gazon (ext.)    | Maureen Connolly     | Shirley Fry          | 7-5, 6-0       |                |
|          | 1954-1960  | Pas de tournoi                             | Pas de tournoi | Pas de tournoi | Pas de tournoi  | Pas de tournoi       | Pas de tournoi       | Pas de tournoi | Pas de tournoi |
| 3        | 15-08-1961 | Essex County Club Invitational, Manchester |                | NC             | Gazon (ext.)    | Darlene Hard         | Edda Buding          | 6-4, 6-2       | Tableau        |
| 4        | 13-08-1962 | Essex County Club Invitational, Manchester |                | NC             | Gazon (ext.)    | Margaret Smith       | Maria Bueno          | 6-1, 6-4       | Tableau        |
| 5        | 12-08-1963 | Essex County Club Invitational, Manchester |                | NC             | Gazon (ext.)    | Margaret Smith       | Maria Bueno          | 6-4, 11-9      | Tableau        |
| 6        | 10-08-1964 | Essex County Club Invitational, Manchester |                | NC             | Gazon (ext.)    | Billie Jean Moffitt  | Karen Susman         | 6-4, 4-6, 11-9 | Tableau        |
| 7        | 16-08-1965 | Essex County Club Invitational, Manchester |                | NC             | Gazon (ext.)    | Billie Jean Moffitt  | Carol Hanks          | 6-2, 10-8      | Tableau        |
|          | 1966       | Pas de tournoi                             | Pas de tournoi | Pas de tournoi | Pas de tournoi  | Pas de tournoi       | Pas de tournoi       | Pas de tournoi | Pas de tournoi |
| 8        | 15-08-1967 | Essex County Club Invitational, Manchester |                | NC             | Gazon (ext.)    | Billie Jean King     | Kerry Melville       | 8-6, 6-1       | Tableau        |
| Ère Open |            |                                            |                |                |                 |                      |                      |                |                |
| 9        | 13-08-1968 | Essex County Club Invitational, Manchester |                | NC             | Gazon (ext.)    | Maria Bueno          | Margaret Smith Court | 7-5, 3-6, 6-3  | Tableau        |
|          | 1969-1970  | Pas de tournoi                             | Pas de tournoi | Pas de tournoi | Pas de tournoi  | Pas de tournoi       | Pas de tournoi       | Pas de tournoi | Pas de tournoi |
| 10       | 26-02-1971 | Virginia Slims Nationals, Winchester       | VS Tour        | 12 500 $       | NC              | Billie Jean King     | Rosie Casals         | 4-6, 6-2, 6-3  | Tableau        |
|          | 1972       | Pas de tournoi                             | Pas de tournoi | Pas de tournoi | Pas de tournoi  | Pas de tournoi       | Pas de tournoi       | Pas de tournoi | Pas de tournoi |
| 11       | 09-04-1973 | Virginia Slims Indoors, Boston             |                | 25 000 $       | Dur (int.)      | Margaret Smith Court | Billie Jean King     | 6-2, 6-4       | Tableau        |
|          | 1974       | Pas de tournoi                             | Pas de tournoi | Pas de tournoi | Pas de tournoi  | Pas de tournoi       | Pas de tournoi       | Pas de tournoi | Pas de tournoi |
| 12       | 03-03-1975 | Virginia Slims US Indoors, Boston          |                | 75 000 $       | Moquette (int.) | Martina Navrátilová  | Evonne Goolagong     | 6-2, 4-6, 6-3  | Tableau        |
| 13       | 22-03-1976 | Virginia Slims of Boston, Boston           |                | 75 000 $       | Moquette (int.) | Evonne Goolagong     | Virginia Wade        | 6-2, 6-0       | Tableau        |
|          | 1977       | Pas de tournoi                             | Pas de tournoi | Pas de tournoi | Pas de tournoi  | Pas de tournoi       | Pas de tournoi       | Pas de tournoi | Pas de tournoi |
| 14       | 13-03-1978 | Virginia Slims of Boston, Boston           |                | 100 000 $      | Moquette (int.) | Evonne Goolagong     | Chris Evert          | 4-6, 6-1, 6-4  | Tableau        |
| 15       | 12-03-1979 | Avon Championships of Boston, Boston       |                | 150 000 $      | Moquette (int.) | Dianne Fromholtz     | Sue Barker           | 6-2, 7-6       | Tableau        |
| 16       | 10-03-1980 | Avon Championships of Boston, Boston       |                | 125 000 $      | Moquette (int.) | Tracy Austin         | Virginia Wade        | 6-2, 6-1       | Tableau        |
| 17       | 16-03-1981 | Avon Championships of Boston, Boston       |                | 150 000 $      | Moquette (int.) | Chris Evert          | Mima Jaušovec        | 6-4, 6-4       | Tableau        |
| 18       | 15-03-1982 | Avon Championships of Boston, Boston       | Champ’s        | 150 000 $      | Moquette (int.) | Kathy Jordan         | Wendy Turnbull       | 7-5, 1-6, 6-4  | Tableau        |
| 19       | 14-03-1983 | Virginia Slims of Boston, Boston           |                | 150 000 $      | Moquette (int.) | Wendy Turnbull       | Sylvia Hanika        | 6-3, 3-6, 6-4  | Tableau        |
| 20       | 26-03-1984 | Virginia Slims of New England, Boston      | VS Tour C3     | 150 000 $      | Moquette (int.) | Hana Mandlíková      | Helena Suková        | 7-5, 6-0       | Tableau        |
|          | 1985       | Pas de tournoi                             | Pas de tournoi | Pas de tournoi | Pas de tournoi  | Pas de tournoi       | Pas de tournoi       | Pas de tournoi | Pas de tournoi |
| 21       | 13-01-1986 | Virginia Slims of New England, Worcester   |                | 250 000 $      | Moquette (int.) | Martina Navrátilová  | Claudia Kohde-Kilsch | 4-6, 6-1, 6-4  | Tableau        |
| 22       | 03-11-1986 | Virginia Slims of New England, Worcester   |                | 250 000 $      | Moquette (int.) | Martina Navrátilová  | Hana Mandlíková      | 6-2, 6-2       | Tableau        |
| 23       | 02-11-1987 | Virginia Slims of New England, Worcester   |                | 250 000 $      | Moquette (int.) | Pam Shriver          | Chris Evert          | 6-4, 4-6, 6-0  | Tableau        |
| 24       | 31-10-1988 | Virginia Slims of New England, Worcester   | Tier II        | 300 000 $      | Moquette (int.) | Martina Navrátilová  | Natasha Zvereva      | 6-7, 6-4, 6-3  | Tableau        |
| 25       | 30-10-1989 | Virginia Slims of New England, Worcester   | Tier II        | 300 000 $      | Moquette (int.) | Martina Navrátilová  | Zina Garrison        | 6-2, 6-3       | Tableau        |
| 26       | 05-11-1990 | Virginia Slims of New England, Worcester   | Tier II        | 350 000 $      | Moquette (int.) | Steffi Graf          | Gabriela Sabatini    | 7-6, 6-3       | Tableau        |
|          | 1991-1997  | Pas de tournoi                             | Pas de tournoi | Pas de tournoi | Pas de tournoi  | Pas de tournoi       | Pas de tournoi       | Pas de tournoi | Pas de tournoi |
| 27       | 10-08-1998 | Boston Cup, Boston                         | Tier III       | 164 250 $      | Dur (ext.)      | Mariaan de Swardt    | Barbara Schett       | 3-6, 7-6, 7-5  | Tableau        |

### Double
| No       | Date       | Nom et lieu du tournoi                    | Catégorie      | Dotation       | Surface         | Vainqueures                          | Finalistes                           | Score          |                |
| -------- | ---------- | ----------------------------------------- | -------------- | -------------- | --------------- | ------------------------------------ | ------------------------------------ | -------------- | -------------- |
| 1        | 15-08-1961 | Essex County Club Invitational Manchester |                | NC             | Gazon (ext.)    | Donna Floyd Belmar Gunderson         | Jan Lehane Margaret Smith            | 6-4, 2-6, 6-4  | Tableau        |
| 2        | 13-08-1962 | Essex County Club Invitational Manchester |                | NC             | Gazon (ext.)    | Justina Bricka Margaret Smith        | Maria Bueno Darlene Hard             | 6-2, 6-1       | Tableau        |
| 3        | 12-08-1963 | Essex County Club Invitational Manchester |                | NC             | Gazon (ext.)    | Robyn Ebbern Margaret Smith          | Maria Bueno Darlene Hard             | 7-5, 6-4       | Tableau        |
| 4        | 10-08-1964 | Essex County Club Invitational Manchester |                | NC             | Gazon (ext.)    | Billie Jean Moffitt Karen Susman     | Justina Bricka Carol Hanks           | 6-3, 6-2       | Tableau        |
| 5        | 16-08-1965 | Essex County Club Invitational Manchester |                | NC             | Gazon (ext.)    | Maria Bueno Billie Jean Moffitt      | Kathy Blake Kathleen Harter          | 6-4, 6-2       | Tableau        |
|          | 1966-1967  | Pas de tournoi                            | Pas de tournoi | Pas de tournoi | Pas de tournoi  | Pas de tournoi                       | Pas de tournoi                       | Pas de tournoi | Pas de tournoi |
| Ère Open |            |                                           |                |                |                 |                                      |                                      |                |                |
| 6        | 13-08-1968 | Essex County Club Invitational Manchester |                | NC             | Gazon (ext.)    | Maria Bueno Margaret Smith Court     | Patti Hogan Peggy Michel             | 6-1, 6-2       | Tableau        |
|          | 1969-1970  | Pas de tournoi                            | Pas de tournoi | Pas de tournoi | Pas de tournoi  | Pas de tournoi                       | Pas de tournoi                       | Pas de tournoi | Pas de tournoi |
| 7        | 26-02-1971 | Virginia Slims Nationals Winchester       | VS Tour        | 12 500 $       | NC              | Rosie Casals Billie Jean King        | Françoise Dürr Ann Haydon-Jones      | 6-4, 7-5       | Tableau        |
|          | 1972       | Pas de tournoi                            | Pas de tournoi | Pas de tournoi | Pas de tournoi  | Pas de tournoi                       | Pas de tournoi                       | Pas de tournoi | Pas de tournoi |
| 8        | 09-04-1973 | Virginia Slims Indoors Boston             |                | 25 000 $       | Dur (int.)      | Rosie Casals Billie Jean King        | Françoise Dürr Betty Stöve           | 6-4, 6-2       | Tableau        |
|          | 1974       | Pas de tournoi                            | Pas de tournoi | Pas de tournoi | Pas de tournoi  | Pas de tournoi                       | Pas de tournoi                       | Pas de tournoi | Pas de tournoi |
| 9        | 03-03-1975 | Virginia Slims US Indoors Boston          |                | 75 000 $       | Moquette (int.) | Rosie Casals Billie Jean King        | Chris Evert Martina Navrátilová      | 6-3, 6-4       | Tableau        |
| 10       | 22-03-1976 | Virginia Slims of Boston Boston           |                | 75 000 $       | Moquette (int.) | Mona Guerrant Ann Kiyomura           | Rosie Casals Françoise Dürr          | 3-6, 6-1, 7-5  | Tableau        |
|          | 1977       | Pas de tournoi                            | Pas de tournoi | Pas de tournoi | Pas de tournoi  | Pas de tournoi                       | Pas de tournoi                       | Pas de tournoi | Pas de tournoi |
| 11       | 13-03-1978 | Virginia Slims of Boston Boston           |                | 100 000 $      | Moquette (int.) | Billie Jean King Martina Navrátilová | Evonne Goolagong Betty Stöve         | 6-3, 6-2       | Tableau        |
| 12       | 12-03-1979 | Avon Championships of Boston Boston       |                | 150 000 $      | Moquette (int.) | Kerry Reid Wendy Turnbull            | Sue Barker Ann Kiyomura              | 6-4, 6-2       | Tableau        |
| 13       | 10-03-1980 | Avon Championships of Boston Boston       |                | 125 000 $      | Moquette (int.) | Rosie Casals Wendy Turnbull          | Billie Jean King Ilana Kloss         | 6-4, 7-6       | Tableau        |
| 14       | 16-03-1981 | Avon Championships of Boston Boston       |                | 150 000 $      | Moquette (int.) | Barbara Potter Sharon Walsh          | Joanne Russell Virginia Ruzici       | 6-7, 6-4, 6-3  | Tableau        |
| 15       | 15-03-1982 | Avon Championships of Boston Boston       | Champ’s        | 150 000 $      | Moquette (int.) | Kathy Jordan Anne Smith              | Rosie Casals Wendy Turnbull          | 7-6, 2-6, 6-4  | Tableau        |
| 16       | 14-03-1983 | Virginia Slims of Boston Boston           |                | 150 000 $      | Moquette (int.) | Jo Durie Ann Kiyomura                | Kathy Jordan Anne Smith              | 6-3, 6-1       | Tableau        |
| 17       | 26-03-1984 | Virginia Slims of New England Boston      | VS Tour C3     | 150 000 $      | Moquette (int.) | Barbara Potter Sharon Walsh          | Andrea Leand Mary Lou Piatek         | 7-6, 6-0       | Tableau        |
|          | 1985       | Pas de tournoi                            | Pas de tournoi | Pas de tournoi | Pas de tournoi  | Pas de tournoi                       | Pas de tournoi                       | Pas de tournoi | Pas de tournoi |
| 18       | 13-01-1986 | Virginia Slims of New England Worcester   |                | 250 000 $      | Moquette (int.) | Martina Navrátilová Pam Shriver      | Claudia Kohde-Kilsch Helena Suková   | 7-5, 6-3       | Tableau        |
| 19       | 03-11-1986 | Virginia Slims of New England Worcester   |                | 250 000 $      | Moquette (int.) | Martina Navrátilová Pam Shriver      | Claudia Kohde-Kilsch Helena Suková   | 6-3, 6-1       | Tableau        |
| 20       | 02-11-1987 | Virginia Slims of New England Worcester   |                | 250 000 $      | Moquette (int.) | Elise Burgin Rosalyn Fairbank        | Bettina Bunge Eva Pfaff              | 6-4, 6-4       | Tableau        |
| 21       | 31-10-1988 | Virginia Slims of New England Worcester   | Tier II        | 300 000 $      | Moquette (int.) | Martina Navrátilová Pam Shriver      | Gabriela Sabatini Helena Suková      | 6-3, 3-6, 7-5  | Tableau        |
| 22       | 30-10-1989 | Virginia Slims of New England Worcester   | Tier II        | 300 000 $      | Moquette (int.) | Martina Navrátilová Pam Shriver      | Elise Burgin Rosalyn Fairbank        | 6-4, 4-6, 6-4  | Tableau        |
| 23       | 05-11-1990 | Virginia Slims of New England Worcester   | Tier II        | 350 000 $      | Moquette (int.) | Gigi Fernández Helena Suková         | Mary Joe Fernández Jana Novotná      | 3-6, 6-3, 6-3  | Tableau        |
|          | 1991-1997  | Pas de tournoi                            | Pas de tournoi | Pas de tournoi | Pas de tournoi  | Pas de tournoi                       | Pas de tournoi                       | Pas de tournoi | Pas de tournoi |
| 24       | 10-08-1998 | Boston Cup Boston                         | Tier III       | 164 250 $      | Dur (ext.)      | Lisa Raymond Rennae Stubbs           | Mariaan de Swardt Mary Joe Fernández | 6-4, 6-4       | Tableau        |

### Double mixte
| No | Date       | Nom et lieu du tournoi                    | Catégorie | Dotation | Surface      | Vainqueures               | Finalistes                         | Score         |         |
| -- | ---------- | ----------------------------------------- | --------- | -------- | ------------ | ------------------------- | ---------------------------------- | ------------- | ------- |
| 1  | 13-08-1962 | Essex County Club Invitational Manchester |           | NC       | Gazon (ext.) | Carol Hanks Appleton King | Marilyn Montgomery Edward McMillan | 1-6, 6-2, 6-3 | Tableau |